# Стрелковое (Крым)
Стрелко́вое (до 1948 года Чореле́к; укр. Стрілкове, крымскотат. Çörelek, Чёрелек) — исчезнувшее село в Ленинском районе Республики Крым, располагавшееся на юго-востоке района и Керченского полуострова, примерно в 4 км к западу от современного села Заветное.

## История
Первое документальное упоминание села встречается в Камеральном Описании Крыма… 1784 года, судя по которому, в последний период Крымского ханства Чанкал входил в Дин Керченский кадылык Кефинского каймаканства. После присоединения Крыма к России (8) 19 апреля 1783 года, (8) 19 февраля 1784 года, именным указом Екатерины II сенату, на территории бывшего Крымского Ханства была образована Таврическая область и деревня была приписана к Левкопольскому, а после ликвидации в 1787 году Левкопольского — к Феодосийскому уезду Таврической области. Перед Русско-турецкой войной 1787—1791 годов производилось выселение крымских татар из прибрежных селений во внутренние районы полуострова, в ходе которого в Чорелик был переселён 21 человек. В конце войны, 14 августа 1791 года всем было разрешено вернуться на место прежнего жительства. После Павловских реформ, с 1796 по 1802 год, входила в Акмечетский уезд Новороссийской губернии. По новому административному делению, после создания 8 (20) октября 1802 года Таврической губернии, Чурелек был включён в состав Акмозской волости Феодосийского уезда.
По Ведомости о числе селении, названиях оных, в них дворов… состоящих в Феодосийском уезде от 14 октября 1805 года , в деревне Чурелек числилось 6 дворов и 40 жителей. На военно-топографической карте генерал-майора Мухина 1817 года деревня Шурелек обозначена с 6 дворами. После реформы волостного деления 1829 года Черелек, согласно «Ведомости о казённых волостях Таврической губернии 1829 г», отнесли к Чурубашской волости (переименованной из Аккозской). На карте 1836 года в деревне 5 дворов, а на карте 1842 года Чорелек обозначен условным знаком «малая деревня», то есть, менее 5 дворов.
В 1860-х годах, после земской реформы Александра II, деревню приписали к Сарайминской волости. Согласно «Списку населённых мест Таврической губернии по сведениям 1864 года», составленному по результатам VIII ревизии 1864 года, Чорелек — владельческая татарская деревня с 16 дворами и 35 жителями при колодцах. На трёхверстовой карте Шуберта 1865—1876 года в деревне Чорелек обозначен 21 двор. По «Памятной книге Таврической губернии 1889 года», по результатам Х ревизии 1887 года, в деревне Чорелек числилось 24 двора и 109 жителей. По «…Памятной книжке Таврической губернии на 1892 год» в Чоралеке, входившем в Сарайминское сельское общество, числилось 12 жителей в 2 домохозяйствах, а в безземельном Чоралеке, не входившем в сельское общество — 69 жителей, домохозяйств не имеющих. Согласно энциклопедическому словарю «Немцы России», в 1892 году в Чорелек заселились крымские немцы лютеране на 1500 десятинах земли. На верстовой карте Крыма 1896 года в селении обозначено 24 двора с татарско-немецким населением. По «…Памятной книжке Таврической губернии на 1902 год» в деревне Чоралек, входившей в Сарайминское сельское общество, числился 101 житель в 2 домохозяйствах, а, по энциклопедическому словарю «Немцы России», в 1904 году жителей было 18. По Статистическому справочнику Таврической губернии. Ч.II-я. Статистический очерк, выпуск пятый Феодосийский уезд, 1915 год, в деревне Чоралек Сарайминской волости Феодосийского уезда числилось 28 дворов с татарским населением в количестве 21 человека приписных жителей и 62 «посторонних».
После установления в Крыму Советской власти, по постановлению Крымревкома, 25 декабря 1920 года из Феодосийского уезда был выделен Керченский (степной) уезд, а, постановлением ревкома № 206 «Об изменении административных границ» от 8 января 1921 года была упразднена волостная система и в составе Керченского уезда был создан Керченский район в который вошло село (в 1922 году уезды получили название округов. 11 октября 1923 года, согласно постановлению ВЦИК, в административное деление Крымской АССР были внесены изменения, в результате которых округа были отменены и основной административной единицей стал Керченский район в который вошло село, в который включили село. Согласно Списку населённых пунктов Крымской АССР по Всесоюзной переписи 17 декабря 1926 года, в селе Чорелек, Яныш-Такилского сельсовета (в котором село состояло всю дальнейшую историю) Керченского района, числилось 25 дворов, все крестьянские, население составляло 118 человек, из них 57 немцев, 45 татар, 9 русских, 5 болгар и 2 украинца. 15 сентября 1931 года Керченский район упразднили и село включили в состав Ленинского, а с 1935 — Маяк-Салынского района, переименованного 14 декабря 1944 года в Приморский. По данным всесоюзной переписи населения 1939 года в селе проживало 84 человека. На километровой карте Генштаба Красной армии 1941 года в селе обозначено 22 двора. Вскоре после начала Великой Отечественной войны, 18 августа 1941 года крымские немцы были выселены, сначала в Ставропольский край, а затем в Сибирь и северный Казахстан.
В 1944 году, после освобождения Крыма от фашистов, согласно постановлению ГКО № 5859 от 11 мая 1944 года, 18 мая крымские татары были депортированы в Среднюю Азию. 12 августа 1944 года было принято постановление № ГОКО-6372с «О переселении колхозников в районы Крыма» и в сентябре того же года в район приехали первые новоселы 204 семьи из Тамбовской области, а в начале 1950-х годов последовала вторая волна переселенцев из различных областей Украины. С 25 июня 1946 года селение в составе Крымской области РСФСР. Указом Президиума Верховного Совета РСФСР от 18 мая 1948 года, Чорелек переименовали в Стрелковое. 26 апреля 1954 года Крымская область была передана из состава РСФСР в состав УССР. Исключено из учётных данных в 1963 году (согласно справочнику «Крымская область. Административно-территориальное деление на 1 января 1968 года» — в период с 1954 по 1968 год, как село Заветненского сельсовета).

### Динамика численности населения
| - 1805 год — 40 чел. - 1864 год — 35 чел. - 1889 год — 109 чел. - 1892 год — 81 чел. - 1902 год — 101 чел. | - 1904 год — 18 чел. - 1915 год — 21/62 чел. - 1918 год — 20 чел. - 1926 год — 118 чел. - 1939 год — 84 чел. |